# Kikowo (województwo wielkopolskie)
Kikowo – wieś w Polsce położona w województwie wielkopolskim, w powiecie szamotulskim, w gminie Pniewy.
W latach 1975–1998 miejscowość administracyjnie należała do województwa poznańskiego.
Miejscowość usytuowana jest na trasie, obecnie zawieszonej, linii kolejowej nr 368.
Wzmiankowana po raz pierwszy w 1387 r. Przez wiele lat była własnością szlachecką. Znajdujący się we wsi pałac pochodzi z przełomu XIX i XX w. W parku krajobrazowym o pow. 1,5 ha rośnie m.in. dwupienny wiąz o obw. wspólnego pnia 394 cm - pomnik przyrody oraz dwa cisy. W pobliżu wsi znajduje się Jezioro Kikowskie o pow. 8 ha z bagnistym brzegiem.